# Vällnora

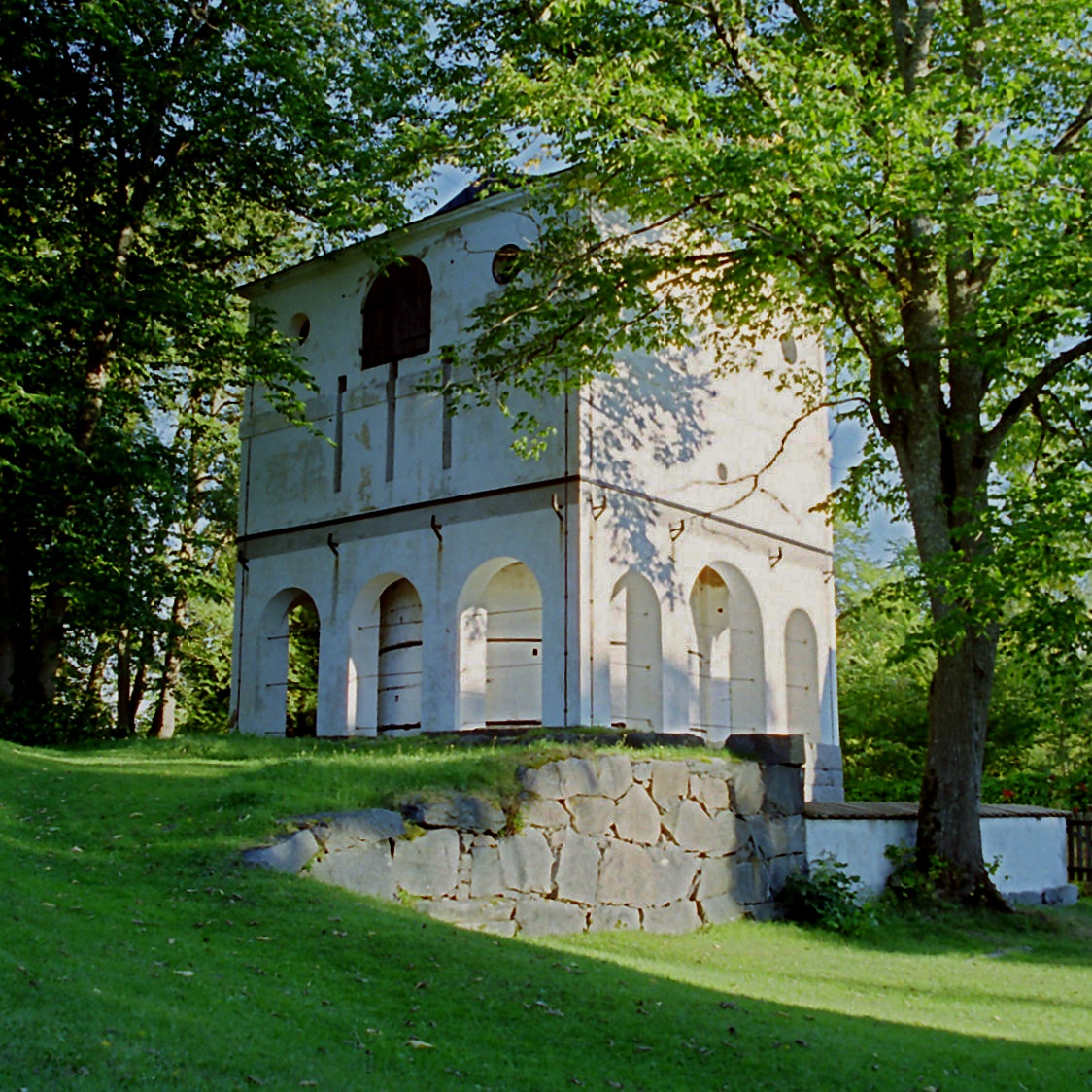
Vällnora masugn i augusti 1999

Vällnora bruk grundades 1684 då Jacob Leijel den yngre (1650-1719) fick tillstånd att bygga en masugn och en hammarsmedja på mark som låg inom Åsby by i Knutby socken. Leijel hade sedan tidigare bland annat Ortala kronobruk och Skebo bruk i Uppland. Vällnora gick från början under namnet Åsby bruk. År 1733 såldes bruket till familjen De Geer, vilka ägde ett flertal andra bruk, främst i Uppland. Två år senare lades hammarsmedjan ner. År 1756 sålde de Geer bruket till Robert Finlay och John Jennings. Jean Lefebure köpte bruket  som en del i ett brukskomplex 1774 av Jennings vilken då blivit ensam ägare. I samband med detta flyttades en hammare från Gimo till Rånäs och fram till nedläggningen 1890 levererade Vällnora sitt gjutjärn dit.
I dag finns en välbevarad masugn på platsen. Lämningar efter kolhus, kalkugn, rostugn, kolning och tjärframställning finns även att se inom bruket.
Bostadsbebyggelsen är välbevarad. Den består på västra sidan av Vällnoraån dels av fem slagghus från 1800-talets första hälft, dels av ett par timmerhus, varav ett har en historia som slöjdstuga och tvättstuga. Här ligger också en tidigare kvarnbyggnad med rötterna i 1700-talet, nu bostadshus. På östra sidan av Vällnoraån ligger en liten bruksherrgård i panelklätt timmer från 1700-talets första hälft med två flygelbyggnader vilka fungerat som kontor, respektive bageri och brygghus. Därtill finns här en klensmedja och ett bykhus (eller möjligen båthus) samt ett labbi i putsad slaggsten. Ytterligare slagghus utgörs av den så kallade herrgårdsladugården och en byggnad som till en tredjedel utgjort bostadshus, i övrigt möjligen magasin och som i dag fungerar som garage.
I bruket finns endast ett hus som är byggt under 1900-talet, då som bostad för en person som fungerade som uppsyningsman för en fiskodling vilken bedrevs under mitten av 1900-talet med bas i den tidigare kvarnbyggnaden.